# إيفانو ديلا مورتي
ايفانو ديلا مورتي (بالإيطالية: Ivano Della Morte)‏ (13 أكتوبر 1974 في إيطاليا - ) هو لاعب كرة قدم إيطالي في مركز الوسط. لعب مع كييفو فيرونا ونادي أسكولي ونادي أفيلينو ونادي ألساندريا ونادي تشيزينا ونادي تورينو ونادي جنوى ونادي ريجيانا 1919 ونادي فيتشينزا ونادي لاتسيو ونادي لوكيزي ونادي ليتشي ونادي مونزا وFidelis Andria 2018 ‏.

## وصلات خارجية
- ايفانو ديلا مورتي على موقع الاتحاد الدولي (مؤرشف)  (الإنجليزية)
- ايفانو ديلا مورتي على موقع قاعدة بيانات كرة القدم.إي يو (الإنجليزية)